# Luc Hertoghe
Luc Edgard François Adèle Hertoghe (Antwerpen, 9 juni 1893 - Wilrijk, 21 januari 1969) was een Belgisch arts en politicus voor Rex.

## Levensloop
Tijdens de Eerste Wereldoorlog was Hertoghe als hulparts actief aan het front.
Als arts interesseerde hij zich voor hormonen. Hij volgde hierin de voetstappen van Eugène Hertoghe. Na hem volgden zijn zoon Jacques Hertoghe en zijn kleinzoon Thierry Hertoghe (1957) in diezelfde belangstelling.
Hij trouwde met Marie Belpaire (1898- ), dochter van Alphonse Belpaire en Constance Petithan, en kleindochter van Alphonse Belpaire en Elisabeth Teichmann. Marie-Elisabeth Belpaire was haar tante.
In 1936 waagde hij zich in de politiek en werd tot Rex-volksvertegenwoordiger verkozen in het arrondissement Antwerpen. Tien maanden later nam hij al ontslag en keerde hij Rex de rug toe. Hij werd opgevolgd in de Kamer van volksvertegenwoordigers door Carolus Convent.